# Ligne 2 du tramway de Casablanca
Pour les articles homonymes, voir Ligne 2.
La ligne 2 du tramway de Casablanca est une ligne du réseau tramway de Casablanca ouverte le 24 janvier 2019.

## Tracé
La ligne relie Aïn Diab Plage et Sidi Bernoussi. L'infrastructure entre Aïn Diab Plage et Abdelmoumen fut en réalité mis en service le 12 décembre 2012 sous forme d'une branche de la ligne 1. Lors de la mise en service du tronçon entre Abdelmoumen/Anoual et Sidi Bernoussi le 24 janvier 2019, la branche d'Aïn Diab Plage fut dissociée de la ligne 1 et rattachée la nouvelle ligne 2.

## Stations
La ligne 2 du tramway de Casablanca dessert les 33 stations suivantes :
En italique : stations en cours d'achèvement
|  |   |  | Stations                | Lat/Long | Arrondissement      | Correspondances                                                     |
|  | - |  | ----------------------- | -------- | ------------------- | ------------------------------------------------------------------- |
|  | o |  | Aïn Diab                |          | Anfa                |                                                                     |
|  | o |  | Littoral                |          | Anfa                |                                                                     |
|  | o |  | Hay Hassani             |          | Hay Hassani         |                                                                     |
|  | o |  | Sidi Abderrahmane       |          | Hay Hassani         |                                                                     |
|  | o |  | Cité de l'Air           |          | Hay Hassani         |                                                                     |
|  | o |  | Abdellah Ben Cherif     |          | Hay Hassani         | (station Aéropostale)                                               |
|  | o |  | Place Financière        |          | Hay Hassani         |                                                                     |
|  | o |  | Anfa Park               |          | Hay Hassani         |                                                                     |
|  | o |  | Anfa Clubs              |          | Hay Hassani         |                                                                     |
|  | o |  | Beauséjour              |          | Hay Hassani         |                                                                     |
|  | o |  | Ghandi                  |          | Hay Hassani         |                                                                     |
|  | o |  | Riviera                 |          | Maarif              |                                                                     |
|  | o |  | Derb Ghalef             |          | Maarif              |                                                                     |
|  | o |  | Anoual                  |          | Maarif              | (station Abdelmoumen) Bus 19, 28, 29, 35, 59, 75, 97, 97B, 143, 200 |
|  | o |  | Hermitage               |          | Maarif              |                                                                     |
|  | o |  | 2 mars                  |          | Maarif              | AB (gare de Mers Sultan) Bus 22, 38 , 51, 60, 63, 67, 97, 97B, 143  |
|  | o |  | El Fida                 |          | Al Fida-Mers Sultan |                                                                     |
|  | o |  | Place Sraghna           |          | Al Fida-Mers Sultan |                                                                     |
|  | o |  | Derb Sultan             |          | Al Fida-Mers Sultan | (station Derb Tolba)                                                |
|  | o |  | Hay Farah               |          | Al Fida-Mers Sultan |                                                                     |
|  | o |  | Derb Milan              |          | Al Fida-Mers Sultan | (station Hay Tissir)                                                |
|  | o |  | Cimetière Achouhada     |          | Roches-Noires       |                                                                     |
|  | o |  | Hay Adil                |          | Roches-Noires       |                                                                     |
|  | o |  | Mdakra                  |          | Hay Mohammadi       | (station Ibn Tachfine) Bus 2, 16, 32, 43, 44, 47, 55, 920           |
|  | o |  | Kissariat Hay Mohammadi |          | Hay Mohammadi       |                                                                     |
|  | o |  | Carrières Centrales     |          | Hay Mohammadi       |                                                                     |
|  | o |  | Dar Laman               |          | Hay Mohammadi       | Bus 90                                                              |
|  | o |  | Wifaq                   |          | Aïn Sebaâ           | Bus 90                                                              |
|  | o |  | Al Aman                 |          | Aïn Sebaâ           | Bus 90                                                              |
|  | o |  | Préfecture d'Aïn Sebaâ  |          | Aïn Sebaâ           |                                                                     |
|  | o |  | Gare d'Aïn Sebaâ        |          | Aïn Sebaâ           | AB                                                                  |
|  | o |  | Abou Dar Al Ghifari     |          | Sidi Bernoussi      |                                                                     |
|  | o |  | Sidi Bernoussi          |          | Sidi Bernoussi      |                                                                     |